# The Mexican (Jellybean)
The Mexican è un singolo di John "Jellybean" Benitez del 1984, cover dell'omonima traccia dei Babe Ruth. La versione di The Mexican di Jellybean riuscì a raggiungere il primo posto delle classifiche dance statunitensi.

## Formazione
- John Benitez – percussioni, programmazione, missaggio
- Stephen Bray – basso, vocoder, percussioni, sintetizzatore, programmazione
- Marcus Miller – basso
- Ira Siegel – chitarra
- Jenny Haan – voce
- Bashiri Johnson – percussioni
- Jack Waldman – sintetizzatore
- Melanie West – ingegnere del suono
- Michael Hutchinson – ingegnere del suono
- Marisa Strong – coordinatrice alla produzione
- Herb Powers – missaggio

## Tracce

### Maxi singolo
1. The Mexican (Dance Mix) – 8:44
2. The Mexican (A Cappella) – 2:28
3. The Mexican (Funhouse Mix) – 8:24
4. Hip Hop Bean Bop (Bonus Beats) – 2:47
5. The Mexican (Short Version) – 5:15

### 45 giri
1. The Mexican – 4:12
2. The Mexican (Instrumental) – 4:14